# Classica di San Sebastián 2013
La Classica di San Sebastián 2013, trentatreesima edizione della corsa e valevole come diciannovesima prova dell'UCI World Tour 2013, si svolse il 27 luglio 2013, per un percorso totale di 232 km. Fu vinta dal francese Tony Gallopin, al traguardo con il tempo di 5h39'03" alla media di 41,06 km/h.
Presero il via 156 corridori e arrivarono al traguardo in 102.

## Squadre partecipanti
Parteciparono alla corsa le 19 UCI World Tour, più la squadra spagnola continental Caja Rural-Seguros RGA
| N.    | Cod. | Squadra                 |
| ----- | ---- | ----------------------- |
| 1-8   | BEL  | Belkin Pro Cycling Team |
| 11-18 | OGE  | Orica-GreenEDGE         |
| 21-28 | LTB  | Lotto-Belisol Team      |
| 31-38 | EUS  | Euskaltel-Euskadi       |
| 41-48 | MOV  | Movistar Team           |
| 51-58 | RLT  | RadioShack-Leopard      |
| 61-68 | VCD  | Vacansoleil-DCM         |
| 71-78 | LAM  | Lampre-Merida           |
| 81-88 | ALM  | AG2R La Mondiale        |
| 91-98 | FDJ  | FDJ.fr                  |

| N.      | Cod. | Squadra                |
| ------- | ---- | ---------------------- |
| 101-108 | TST  | Team Saxo-Tinkoff      |
| 111-118 | GRS  | Garmin-Sharp           |
| 121-128 | BMC  | BMC Racing Team        |
| 131-138 | OPQ  | Omega Pharma-Quickstep |
| 141-148 | KAT  | Katusha Team           |
| 151-158 | CAN  | Cannondale Pro Cycling |
| 161-168 | SKY  | Sky Procycling         |
| 171-178 | AST  | Astana Pro Team        |
| 181-188 | ARG  | Team Argos-Shimano     |
| 191-198 | CJR  | Caja Rural-Seguros RGA |

## Ordine d'arrivo (Top 10)
| Pos. | Corridore          | Squadra       | Tempo    |
| ---- | ------------------ | ------------- | -------- |
| 1    | Tony Gallopin      | RadioShack    | 5h39'03" |
| 2    | Alejandro Valverde | Movistar Team | a 28"    |
| 3    | Roman Kreuziger    | Saxo-Tinkoff  | s.t.     |
| 4    | Mikel Nieve        | Euskaltel     | s.t.     |
| 5    | Nicolas Roche      | Saxo-Tinkoff  | a 29"    |
| 6    | Mikel Landa        | Euskaltel     | a 36"    |
| 7    | Moreno Moser       | Cannondale    | a 51"    |
| 8    | Pieter Serry       | Omega Pharma  | s.t.     |
| 9    | Bauke Mollema      | Belkin        | s.t.     |
| 10   | Sylvain Chavanel   | Omega Pharma  | s.t.     |